# Jean Lefebvre
Jean Lefebvre (n. 3 octombrie 1919, Valenciennes, Nord-Pas-de-Calais, Franța – d. 9 iulie 2004, Marrakech, Maroc) a fost un actor de film francez.

## Filmografie selectivă
- 1955 Diabolicele (Les diaboliques), regia Henri-Georges Clouzot
- 1963 Les veinards, segmentul Le yacht
- 1964 Aruncați banca în aer (Faites sauter la banque!), regia Jean Girault
- 1964 Jandarmul din Saint-Tropez
- 1964 Relaxează-te, dragă! (Relaxe-toi chérie), regia Jean Boyer
- 1964 Domnul (Monsieur)
- 1964 Un șoarece printre bărbați (Une souris chez les hommes / Un drôle de caïd), regia Jacques Poitrenaud
- 1965 Jandarmul la New York (Le gendarme à New York), Jean Girault
- 1966 Angelica și regele (Angélique et le roy), regia Bernard Borderie
- 1966 Trei copii minune (Trois enfants dans le désordre), r. Léo Joannon
- 1967 Nebunul din laboratorul Nr. 4 (Le fou du labo IV), regia Jacques Besnard
- 1967 Un idiot la Paris (Un idiot à Paris), rrgia Serge Korber
- 1968 Jandarmul se însoară (Le gendarme se marie), t. Jean Girault
- 1969 Visul domnului gentil (Le bourgeois gentil mec), r. Raoul André
- 1970 Jandarmul la plimbare (Le gendarme en balade), r. Jean Girault
- 1973 Unde a dispărut compania a șaptea? (Mais où est donc passée la 7ème compagnie), r. Robert Lamoureux
- 1975 A fost regăsită compania a 7-a! (On a retrouvé la 7eme Compagnie!), regia Robert Lamoureux
- 1975 Nicio problemă! (Pas de problème !), regia Georges Lautner
- 1976 Ziua gloriei (Le jour de gloire), r. Jacques Besnard
- 1977 Compania a 7-a sub clar de lună (La 7ème compagnie au clair de lune), r. Robert Lamoureux

## Legături externe
- Jean Lefebvre la Internet Movie Database